# タイワン・ジョーンズ
タイワン・アスティ・エリック・ジョーンズ（Taiwan Asti Eric Jones、1988年 7月26日 - ）は、アメリカ合衆国カリフォルニア州サンフランシスコ出身のアメリカンフットボール選手。ポジションはランニングバック（RB）とリターナー（RS）。NFLのバッファロー・ビルズに所属している。
カレッジフットボールはイースタンワシントン大学でプレーをし、2011年のNFLドラフトで4巡目全体125位で指名され、オークランド・レイダースに入団した。

## 大学時代
2007年にコーナーバックとしてイースタンワシントン大学と契約し、レッドシャツ生として初年度を過ごした。翌年は、シーズン前に怪我をし、回復後は4試合に先発した。
2009年には、高校時代と同じポジションであるランニングバックにポジションを変えた。その後、大学初のキャリーで87ヤードのランを記録し、 AP通信とThe Sports Networkの両方からオールアメリカンの第3チームに選ばれた。最終的に、その年に1,213ヤードのラッシングヤードを記録し、学校史上6番目に多い成績を残した。
2010年には、1,742ヤードを走り、14回のタッチダウンを記録した。その活躍が評価され、オールアメリカンチームの第1チームに選ばれ、ビッグ・スカイ・カンファレンスの最優秀攻撃選手賞にも選ばれた。

## プロキャリア
| 身長                                | 体重           | 腕 の 長 さ       | 手 の 大 き さ   | 40Yrd ダ ッ シ ュ | 10Yrd ス プ リ ッ ト | 20Yrd ス プ リ ッ ト | 20Yrd シ ャ ト ル | 3 コ 丨 ン ド リ ル | 垂 直 跳 び        | 立 ち 幅 跳 び      | ベ ン チ プ レ ス |
| ----------------------------------- | -------------- | ----------------- | ---------------- | ----------------- | -------------------- | -------------------- | ----------------- | ------------------- | ------------------ | ------------------- | ----------------- |
| 5 ft 11+5⁄8 in (182 cm)             | 194 lb (88 kg) | 29+1⁄2 in (75 cm) | 8+3⁄4 in (22 cm) | 4.33 s            | 1.58 s               | 2.54 s               | 4.08 s            | 6.90 s              | 39+1⁄2 in (100 cm) | 11 ft 0 in (3.35 m) | 13 回             |
| All values from NFL Combine/Pro Day |                |                   |                  |                   |                      |                      |                   |                     |                    |                     |                   |

### オークランド・レイダース時代
ジョーンズは、2011年のNFLドラフトの4巡目全体125位でオークランド・レイダースに指名された。NFLデビューは、第7週のカンザスシティ・チーフス戦だった。
2013年に、レイダースのゼネラルマネージャーのレジー・マッケンジーは、ジョーンズのポジションをランニングバックからコーナーバックに移すことを発表した。
2014年2月24日、ジョーンズとレイダースは3年間の契約延長に合意した。
2015年には、ランニングバックにポジションを戻した。
2017年7月28日、ジョーンズはリリースされた。

### バッファロー・ビルズ時代
2017年8月2日、ジョーンズはバッファロー・ビルズと契約した。
2018年シーズンにはチームキャプテンに指名された。

### ヒューストン・テキサンズ時代
2019年5月14日、ジョーンズはヒューストン・テキサンズと契約した。ワイルドカードラウンドのバッファロー・ビルズ戦で記録した34ヤードのキャッチは、テキサンズの勝利につながるものとなった。

### バッファロー・ビルズ (2度目の加入)

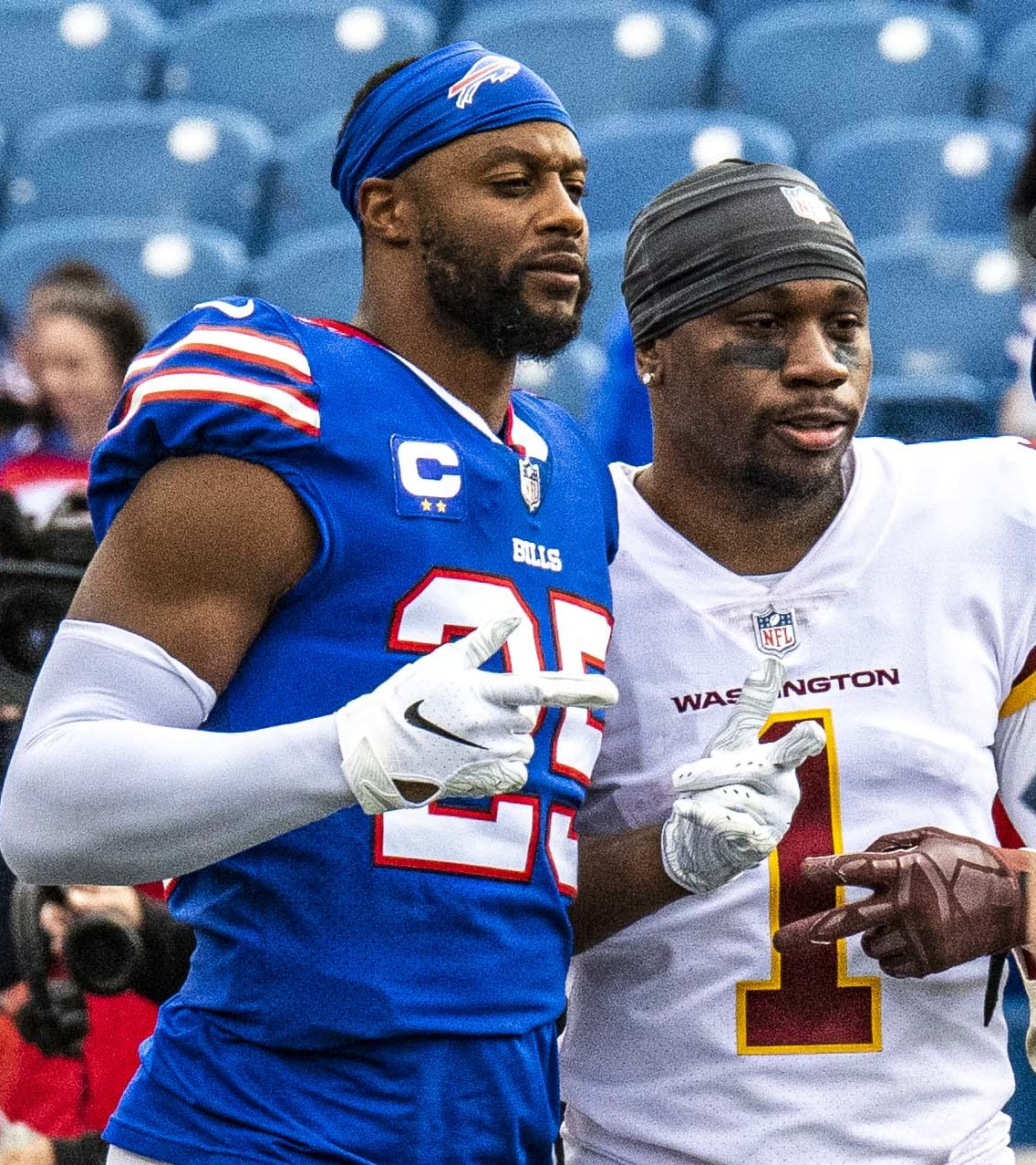
ジョーンズとワシントン・フットボールチームのワイドレシーバーのデアンドレ・カーター (2021年)

ジョーンズは、2020年3月30日にバッファロー・ビルズと再契約した。